# Daniel Dennett
Daniel Clement Dennett (Boston, Massachusetts, 1942. március 28. – 2024. április 19. vagy előtte) amerikai ateista filozófus és író.

## Munkássága
Jelentős kortárs amerikai kognitív filozófus – saját meghatározása szerint – ortodox neodarwinista. Tanulmányait a Harvardon kezdte, majd a későbbiekben Oxfordban folytatta, itt írta meg doktorátusát is. 1965–1971 között az irvine-i Kaliforniai Egyetemen tanított, 1971-től haláláig (2024-ig) az amerikai Tufts Egyetem tanára volt. Dennett a modern analitikus elmefilozófia talán legjelentősebb képviselője, melyben kulcsfontosságú szerep jut az intencionalitásnak (az intencionalitás a klasszikus filozófiában a tudatos állapot valamire irányultságát, vonatkozását fejezi ki). Richard Dawkins mellett a neodarwinizmus egyik legismertebb szószólója. 2012-ben Erasmus-díjjal tüntették ki.
Tagja volt a Magyar Tudományos Akadémiának, de 2016 októberében a Népszabadság-ügy miatt tiszteleti tagságáról lemondott.

## Művei
- Brainstorms: Philosophical Essays on Mind and Psychology (MIT Press, 1981) ISBN 0-262-54037-1
- Elbow Room: The Varieties of Free Will Worth Wanting (MIT Press, 1984) – on free will and determinism ISBN 0-262-04077-8
- The Mind's I (Bantam, Reissue edition 1985, with Douglas Hofstadter) ISBN 0-553-34584-2
- Content and Consciousness (Routledge & Kegan Paul Books Ltd; 2nd ed edition January 1986) ISBN 0-7102-0846-4
- The Intentional Stance (MIT Press; reprint edition, 1989) ISBN 0-262-54053-3
- Consciousness Explained (Back Bay Books, 1992) ISBN 0-316-18066-1
- Darwin's Dangerous Idea: Evolution and the Meanings of Life (Simon & -Schuster; Reprint edition, 1996) ISBN 0-684-82471-X

Magyarul címe: Darwin veszélyes ideája.
- Kinds of Minds: Towards an Understanding of Consciousness (Basic Books, 1997) (ISBN 0-465-07351-4)

Magyarul címe: Micsoda elmék : A tudatosság megértése felé
- Brainchildren: Essays on Designing Minds (Representation and Mind) (MIT Press, 1998) (ISBN 0-262-04166-9) – A Collection of Essays 1984-1996
- Freedom Evolves (Viking Press, 2003) (ISBN 0-670-03186-0)
- Sweet Dreams: Philosophical Obstacles to a Science of Consciousness (Jean Nicod Lectures) (Bradford Books, 2005) (ISBN 0-262-04225-8)
- Breaking the Spell: Religion as a Natural Phenomenon (Penguin Group, 2006) (ISBN 0-670-03472-X)
- "Dove nascono le idee", Di Renzo Editore, 2006, Italy

### Magyarul megjelent művei
- Micsoda elmék. A tudatosság megértése felé; ford. Orosz István; Kulturtrade, Bp., 1996 (Világ-egyetem)
- Darwin veszélyes ideája; ford. Kampis György, Kavetzky Péter; Typotex, Bp., 1998 (Test és lélek)
- Az intencionalitás filozófiája; vál. Pléh Csaba, ford. Pap Mária, Pléh Csaba, Thuma Orsolya; Osiris, Bp., 1998 (Horror metaphysicae)
- Darwin veszélyes ideája; ford. Kampis György, Kavetzky Péter; Typotex, Bp., 2008, ISBN 978-963-9664-92-0
- Boros János: A megismerés talánya. Tudat, kommunikáció, történelem; függelék Daniel Dennett: A kultúra evolúciója, Peter Sloterdijk: Az emberpark szabályai; Áron, Bp., 2009